# Tsanfleurongletscher
Der Tsanfleurongletscher (französisch Glacier de Zanfleuron) ist ein Gletscher an der Ostabdachung der Diablerets in den südwestlichen Berner Alpen, im Kanton Wallis. Dieser Plateaugletscher hat eine Länge von 3,1 km und bedeckte im Jahr 1998 eine Fläche von rund 3,3 km².

## Lage
Der Tsanfleurongletscher hat seinen Ursprung an der Bergkuppe Le Dôme (2995 m ü. M.) nordöstlich des Sommet des Diablerets. Bei relativ schwacher Neigung fliesst er nach Osten, entlang dem Südfuss des Oldenhorns. Die Gletscherzunge befand sich 2006 auf einer Höhe von rund 2500 m. Gegen Südwesten hängt der Gletscher mit dem kleinen Diableretsgletscher (französisch Glacier des Diablerets) zusammen, der mit einer Fläche von rund 1 km² den Gipfelbereich der Diableret bedeckt. Im Westen erstreckt sich unterhalb einer Felswand der kleine Prapiogletscher.
Obwohl der Gletscher auf der Europäischen Hauptwasserscheide liegt, fliesst sein Schmelzwassers ausschliesslich über die Morge und die Rhone ins Mittelmeer. Der Weg in die Saane ist durch einen Moränenwall versperrt, an dem der Tsanfleurongletscher an den Sex-Rouge-Gletscher grenzt. 
Der Zanfleuronpass, der seit mindestens 2000 Jahren dauerhaft von Eis bedeckt ist, wird voraussichtlich im September infolge der Dürre und Hitze in Europa 2022 vollständig eisfrei.

## Zanfleuronpass
Der Zanfleuronpass (französisch: Col de Zanfleuron) liegt auf 2816 m. Er trennt die Gletscher Scex Rouge und Zanfleuron voneinander.
Im Jahr 2022 war das Eis, das den Pass mindestens während 2000 Jahren bedeckt hatte, am Übergang komplett verschwunden. Mitte September war der Zanfleuronpass komplett eisfrei. 2012 betrug die Eisdicke noch 15 Meter. Die beiden Gletscher hatten 2022 dreimal so viel an Dicke verloren wie im Durchschnitt der zehn vorangegangenen Sommer.

## Tourismus
Der Tsanfleurongletscher ist durch eine Luftseilbahn mit zwei Sektionen von der Passhöhe des Col du Pillon auf den Sex Rouge (2940 m ü. M.) erschlossen. Das Skigebiet Glacier 3000 umfasst mehrere Skilifte und Sesselbahnen. Noch Anfang dieses Jahrhunderts konnte auf dem Gletscher bis weit in den Sommer hinein Skisport betrieben werden. Mittlerweile ist das Skigebiet wegen des schwindenden Gletschers nur noch zwischen Anfang November und Anfang Mai geöffnet (Stand 2017).

## Namensherkunft
Tsan bezeichnet im regionalen Patois die am höchsten gelegene Alpweide an der Grenze zum Gebirge, also die am höchsten gelegene blühende Weide.

## Kleine Eiszeit
Im Hochstadium der Kleinen Eiszeit um 1850 reichte der Tsanfleurongletscher mehr als 3 km weiter nach Osten bis in die Region des Sanetschpasses. Da der Gletscher aber nicht ein Tal ausfüllte, war er immer relativ geringmächtig, weshalb sich das Eis hier in den letzten 150 Jahren besonders schnell zurückzog. Dabei hat der Gletscher ein ausgedehntes, glatt poliertes Gesteinsfeld (Lapis de Zanfleuron) freigegeben, das zahlreiche charakteristische Formen wie Rundhöcker und zum Teil wassergefüllte Mulden und Vertiefungen aufweist und noch kaum von Vegetation bewachsen ist.
Selbst der oberste Teil des Gletschers bleibt heutzutage in vielen Sommern nicht mehr von Firnschnee bedeckt und das Ablationsgebiet erstreckt sich somit über den gesamten Gletscher, womit der Gletscher keinen nennenswerten Nachschub an Eis mehr erhält und bei Fortsetzung der heutigen Tendenz komplett abschmelzen wird.